# Vecsey Ferenc
Vecsei, böröllői és izsákfai báró Vecsey Ferenc (Németországban Franz von Vecsey, Olaszországban Ferenc de Vecsey) (Budapest, 1893. március 23. – Róma, 1935. április 5.) magyar hegedűművész és zeneszerző. A Vecsey család híres tagja.

## Élete

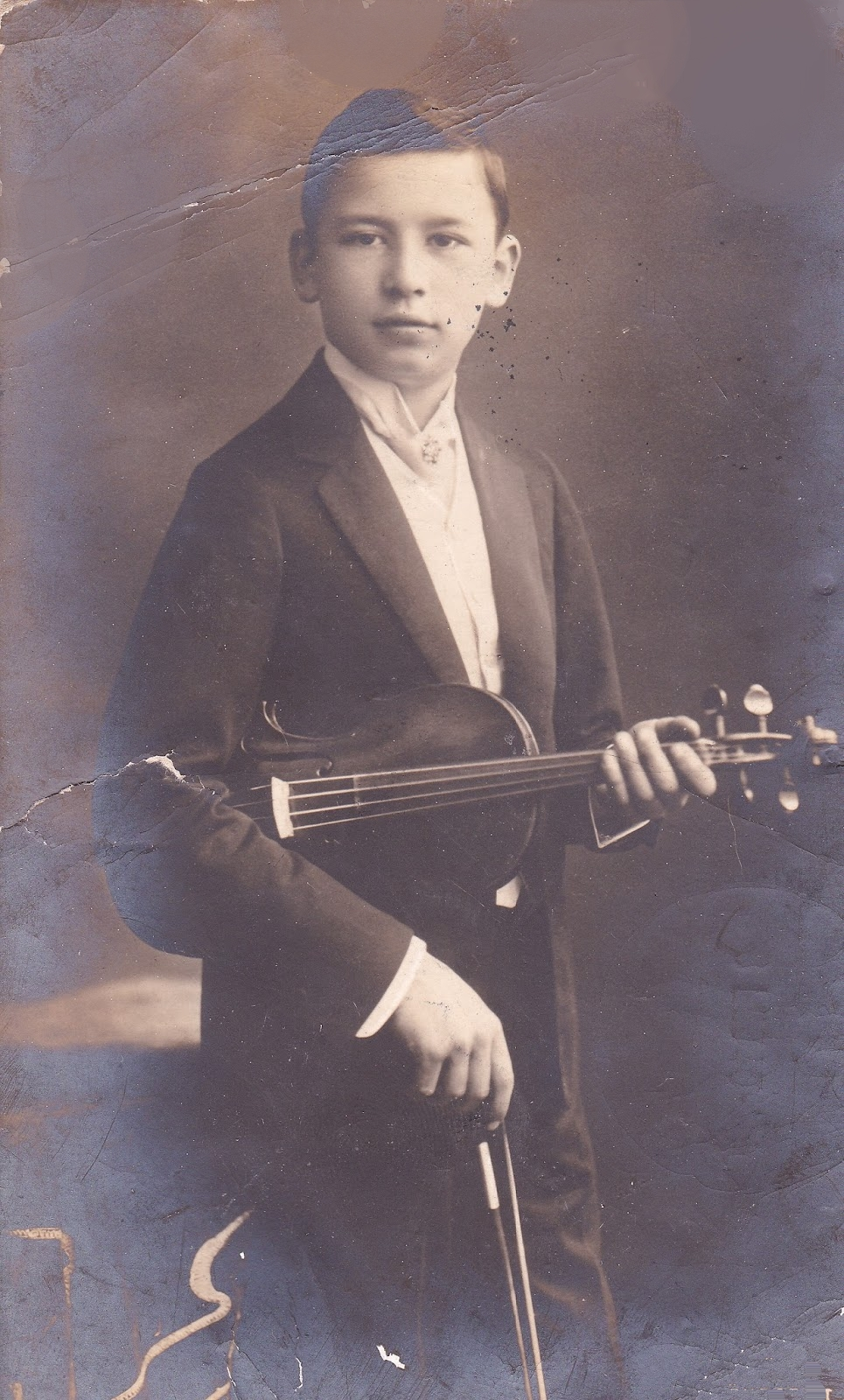
Vecsey Ferenc 1905 körül

Édesapja Vecsey Lajos volt, képzett hegedűs, akinek második felesége Szentkirályi Margit lett, aki viszont kitűnően zongorázott. Házasságukból született Ferenc, és nővére, aki később felnőtt korában férje, Kovács Sebestyén Tibor kaposvári birtokán élt. Nagybátyja volt Vecsey Tivadar festőművész.
Ferencet gyerekkorában az ismerősök és a családtagok Frenkinek becézték, keresztapja, dr Frank neve alapján. A kis Frenki gyerekkorától fogva Bach, Mozart, Beethoven zenéjén nevelkedett, gyermekszobájából hallva szülei játékát. Édesapja hamar felfigyelt zenei képességeire, és tanítani kezdte. Öt esztendős koráig édesapja tanította hegedülni, majd bemutatta Hubay Jenőnek a kisfiú zenei tudását. Hubay megígérte, hogy időközönként meghallgatja a gyereket. Amikor hétesztendős lett magán úton egy esztendőn keresztül tanította, majd két évig a Zeneakadémián, ahová így igen fiatalon került. Itt zeneelméleti tanulmányokat is folytatott. Nyilvánosan először 1899-ben Tátraszéplakon lépett fel. Tízéves volt, amikor annyira fejlődött technikai és művészi megfogalmazás terén, hogy egy zeneakadémiai hangverseny során nagy feltűnést keltett Wieniawski-versenymű interpretálásával. A hangversenyt követően, egy vállalkozó európai körútra szóló támogatásban részesítette. Első útja Berlinbe vezetett. Hubay útravalóul Joachim Józsefhez adott ajánlást. Meglátogatta a nagyhírű idős mestert, aki magyar származása ellenére is a berlini Zeneakadémia alapító igazgatója volt ekkoriban. Joachim ellenszenvvel viseltetett a gyerekzseninek kikiáltott kis Vecseyvel szemben – de Hubay kívánságának eleget téve – mégis meghallgatta a csodagyereket Hermann Wolf hangverseny-rendező társaságában. „Öreg ember lettem, de ilyen hegedűtehetséggel nem találkoztam életemben.” – nyilatkozta Joachim.  A kis Vecsey berlini bemutatkozása maga volt a diadalmenet. Tizenöt hangversenyt adott zsúfolt nézőterek előtt.  Diadalútja innentől fogva megállíthatatlanná vált. Játszott az orosz cárné, a brit királynő előtt, udvari hangversenyen vett részt II. Vilmos császárnak muzsikálva. A csodagyerek állapotból továbblépve, zeneelméleti tanulmányait Berlinben folytatta. Berlinben egyebek mellett Paul Juonnál tanult zeneszerzést.
Hangversenyútjai során bejárta Amerikát és Kelet-Ázsiát is. 1906-ban Bartók Béla volt zongorakísérője Spanyolországban és Portugáliában. Jean Sibelius Vecseynek ajánlotta egyetlen hegedűversenyét. Turnéi közben visszajárt Hubayhoz magát továbbképezni. 1911-ben a Római Nemzetközi Képzőművészeti Kiállítás alkalmával megrendezett zenekari hangverseny során fellépett, amelyen Hubay volt a karmester. Olyan nagy sikerrel mutatkozott be, hogy tulajdonképpen élete hátralévő részét Olaszországban töltötte, de alkalmanként ekkor is fellépett Budapesten is. 1924-ben és 1926-ban Budapesten és az ország jelentősebb városaiban összesen 25 koncertet adott. Olaszországban ismerkedett meg Giulietta Baldeschi grófnővel, aki később a felesége lett. Felesége kedvéért református vallásról áttért a római katolikus hitre, bár élete utóján szimpatizált a buddhizmussal is. Olaszországban felesége perugiai birtokán élt, később Velencében az elegáns Palazzo Giustiniani lett az otthona. Fiatalon, negyvenkét esztendős korában hunyt el Rómában. Nem sokkal korábban súlyos influenzás tünetekkel kezelték, s gyors műtéttel kívánták megmenteni az életét, de a sebészi beavatkozást nem bírta a szíve.
Elegáns játékmodorával, virtuóz készségével világhírt szerzett. Zeneműveket is írt: Magyar virtuóz szólódarabok hegedűre (Valse triste stb.); szalondarabok.

## Valse triste  - több előadásban
- Illényi Katica (hegedű) előadásában zenekari kísérettel
- Cziffra György (zongora) átiratában és előadásában
- Gyurkovics Mária (ének) előadásában
- Pere János (ének) előadásában